# Ivar Jenner
Ivar Jenner (Utrecht, 10 januari 2004) is een Nederlands-Indonesisch voetballer die doorgaans als centrale middenvelder speelt en onder contract staat bij FC Utrecht.

## Clubcarrière
Jenner maakte in 2014 als jeugdspeler van amateurclub IJFC de overstap naar de jeugdopleiding van Ajax en belandde in 2016 in de jeugdopleiding van FC Utrecht. Daar tekende hij in mei 2021 zijn eerste profcontract. Dat contract werd in augustus 2023 opengebroken en verlengd.
Op 10 januari 2022 maakte Jenner op zijn achttiende verjaardag als basisspeler namens Jong FC Utrecht zijn competitiedebuut in een met 0–2 verloren thuiswedstrijd tegen Jong Ajax. In aanloop naar het seizoen 2023/24 kreeg Jenner in de voorbereiding meermaals de kans bij het eerste elftal. Op 12 augustus 2023 zat Jenner tegen PSV voor het eerst bij officiële wedstrijdselectie.

## Clubstatistieken

### Beloften
| Seizoen                        | Club            | Competitie      | Competitie | Competitie | Overig | Overig | Totaal | Totaal |
| Seizoen                        | Club            | Competitie      | Wed.       | Dlp.       | Wed.   | Dlp.   | Wed.   | Dlp.   |
| ------------------------------ | --------------- | --------------- | ---------- | ---------- | ------ | ------ | ------ | ------ |
| 2021/22                        | Jong FC Utrecht | Eerste divisie  | 5          | 0          | 0      | 0      | 5      | 0      |
| 2022/23                        | Jong FC Utrecht | Eerste divisie  | 13         | 0          | 0      | 0      | 13     | 0      |
| 2023/24                        | Jong FC Utrecht | Eerste divisie  | 11         | 0          | 0      | 0      | 11     | 0      |
| 2024/25                        | Jong FC Utrecht | Eerste divisie  | 18         | 0          | 0      | 0      | 18     | 0      |
| Carrière totaal                | Carrière totaal | Carrière totaal | 47         | 0          | 0      | 0      | 47     | 0      |
| Bijgewerkt op 28 februari 2025 |                 |                 |            |            |        |        |        |        |

### Senioren
| Seizoen                        | Club            | Competitie      | Competitie | Competitie | Beker | Beker | Internationaal | Internationaal | Overig | Overig | Totaal | Totaal |
| Seizoen                        | Club            | Competitie      | Wed.       | Dlp.       | Wed.  | Dlp.  | Wed.           | Dlp.           | Wed.   | Dlp.   | Wed.   | Dlp.   |
| ------------------------------ | --------------- | --------------- | ---------- | ---------- | ----- | ----- | -------------- | -------------- | ------ | ------ | ------ | ------ |
| 2023/24                        | FC Utrecht      | Eredivisie      | 0          | 0          | 0     | 0     | –              | –              | 0      | 0      | 0      | 0      |
| Carrière totaal                | Carrière totaal | Carrière totaal | 0          | 0          | 0     | 0     | –              | –              | 0      | 0      | 0      | 0      |
| Bijgewerkt op 28 februari 2025 |                 |                 |            |            |       |       |                |                |        |        |        |        |

## Interlandcarrière
Jenner werd in 2019 geselecteerd voor Nederland onder 15, waar hij in een tweeluik met België onder 15 eenmaal in actie kwam. In 2022 werd hij opgeroepen voor Indonesië onder 20, waar hij naast een trainingskamp enkele oefenwedstrijden afwerkte. Eind mei 2023 werd Jenner geselecteerd voor het nationale elftal van Indonesië. In september 2023 maakte hij deel uit van de selectie voor Indonesië onder 23.